# Antithyra vineata
Antithyra vineata är en fjärilsart som beskrevs av Edward Meyrick 1906. Antithyra vineata ingår i släktet Antithyra och familjen stävmalar. Inga underarter finns listade i Catalogue of Life.